# Diapolyekran
Diapolyekran je audiovizuální technologie vyvinutá scénografem Josefem Svobodou. Spočívá v postupném, nebo i současném, promítání fotografických či kinematografických snímků na více ploch. Počet těchto ploch, stejně tak jejich tvar lze  v závislosti na umělcově představě měnit. Pro Světovou výstavu 1967, která se konala v kanadském Montréalu, připravil touto technikou Emil Radok představení umělecky popisující stvoření světa, během něhož na 112 krychlí o rozměrech 6 krát 6 centimetrů nechal promítat diapozitivy. Představení se promítalo v Československém výstavním pavilonu. Když pak Radok roku 1968 do Kanady emigroval, pomohla mu zkušenost s tímto dílem v jeho tamních začátcích.